# Гарбине Мугуруса
Гарбине Мугуруса Бланко (на испански: Garbiñe Muguruza Blanco) е испанска тенисистка, родена на 8 октомври 1993 г. Най-високата ѝ позиция в ранглистата за жени на WTA на сингъл е 2-ро място, постигнато на 6 юни 2016 г., а на двойки върховото ѝ класиране е номер 10, постигнато на 23 февруари 2015 г.
Мугуруса притежава 4 титли на сингъл, като 2 от тях са титли от Големия шлем: Откритото първенство на Франция през 2016, където побеждава Серина Уилямс на финала и Уимбълдън, през 2017, където надиграва Винъс Уилямс. Така Мугуруса става единствената тенисистка, побеждавала и двете сестри Уилямс на финал на турнирите от Големия шлем.

## Лични данни
Мугуруса е родена в семейството на Хосе Антонио Мугуруса, испанец, и Скарлет Бланко, която е от Венецуела. Има двама братя – Асиер (инженер) и Игор (икономист). Започва да играе заедно с братята си, когато е на 3 години. Стилът ѝ на игра е агресивен; любимата ѝ настилка е твърдата, а най-предпочитаният ѝ удар е сервисът. Говори испански и английски. Обича да готви, да чете и да слуша музика. Нейните тенис идоли са американците Серина Уилямс и Пийт Сампрас.

## Кариера

### 2017: шампионка на Уимбълдън
Мугуруса стартира сезона с частие на турнира в Бризбейн, където е поставена под № 4. Достига четвъртфиналите след трудни победи над Саманта Стосър и Дария Касаткина, а след това се справя със Светлана Кузнецова в два сета. Отказва се на полуфиналите в първия сет срещу Ализе Корне поради контузия. На Откритото първенство на Австралия побеждава Марина Еракович, Саманта Крауфорд, Анастасия Севастова и Сорана Кърстя, като по този начин достига първия си четвъртфинал в Мелбърн, но губи в два сета от американката Коко Вандеуей.

## Финали на турнири отWTA Тур

### Сингъл: 7 (4 – 3)
| Легенда                              |
| ------------------------------------ |
| Турнири от Големия шлем (2 – 1)      |
| Шампионат на WTA Тур (0 – 0)         |
| Задължителни Висши & Висши 5 (1 – 1) |
| Висши (0 – 0)                        |
| Международни (1 – 1)                 |

| Финали по настилка |
| ------------------ |
| Твърда (2 – 2)     |
| Трева (1 – 1)      |
| Клей (1 – 0)       |
| Мокет (0 – 0)      |

| Изход      | No. | Дата             | Турнир                                    | Настилка      | Опонент          | Резултат            |
| ---------- | --- | ---------------- | ----------------------------------------- | ------------- | ---------------- | ------------------- |
| Шампионка  | 1.  | 11/01/2014       | Хобарт Интернешънъл, Хоубарт, Австралия   | Твърда        | Клара Закопалова | 6 – 4, 6 – 0        |
| Финалистка | 1.  | 01/03/2014       | Бразил Тенис Къп, Флорианополис, Бразилия | Твърда        | Клара Закопалова | 6 – 4, 5 – 7, 0 – 6 |
| Финалистка | 2.  | 11/07/2015       | Уимбълдън, Лондон, Великобритания         | Трева         | Серина Уилямс    | 4 – 6, 4 – 6        |
| Финалистка | 3.  | 3 октомври 2015  | Ухан Оупън, Ухан, Китай                   | Твърда        | Винъс Уилямс     | 3 – 6, 0 – 3 отк.   |
| Шампионка  | 2.  | 11 октомври 2015 | Чайна Оупън, Пекин, Китай                 | Твърда        | Тимеа Бачински   | 7 – 5, 6 – 4        |
| Шампионка  | 3.  | 4 юни 2016       | Ролан Гарос, Париж, Франция               | Клей (червен) | Серина Уилямс    | 7 – 5, 6 – 4        |
| Шампионка  | 4.  | 15 юли 2017      | Уимбълдън, Лондон, Великобритания         | Трева         | Винъс Уилямс     | 7 – 5, 6 – 0        |

### Двойки: 10 (5 – 5)
| Легенда                              |
| ------------------------------------ |
| Турнири от Големия шлем (0 – 0)      |
| Шампионат на WTA Тур (0 – 1)         |
| Задължителни Висши & Висши 5 (0 – 3) |
| Висши (3 – 1)                        |
| Международни (2 – 0)                 |

| Финали по настилка |
| ------------------ |
| Твърда (3 – 3)     |
| Трева (1 – 0)      |
| Клей (1 – 2)       |
| Мокет (0 – 0)      |

| Изход      | No. | Дата       | Турнир                                  | Настилка   | Партньор               | Опоненти                         | Резултат                      |
| ---------- | --- | ---------- | --------------------------------------- | ---------- | ---------------------- | -------------------------------- | ----------------------------- |
| Шампионки  | 1.  | 12/01/2013 | Хобарт Интернешънъл, Хоубарт, Австралия | Твърда     | Мария Тереса Торо Флор | Тимеа Бабош Манди Минела         | 6 – 3, 7 – 6(7 – 5)           |
| Шампионки  | 2.  | 27/04/2014 | Маракеш Гран при, Маракеш, Мароко       | Клей       | Ромина Опранди         | Катажина Питер Марина Заневска   | 4 – 6, 6 – 2, [11 – 9]        |
| Финалистки | 1.  | 10/05/2014 | Мутуа Мадрид Оупън, Мадрид, Испания     | Клей       | Карла Суарес Наваро    | Сара Ерани Роберта Винчи         | 4 – 6, 3 – 6                  |
| Шампионки  | 3.  | 03/08/2014 | Банк ъф дъ Уест Класик, Станфорд, САЩ   | Твърда     | Карла Суарес Наваро    | Паула Каня Катерина Синякова     | 6 – 2, 4 – 6, [10 – 5]        |
| Финалистки | 2.  | 20/09/2014 | Торай Пан Пасифик Оупън, Токио, Япония  | Твърда     | Карла Суарес Наваро    | Кара Блек Саня Мирза             | 2 – 6, 5 – 7                  |
| Финалистки | 3.  | 21/02/2015 | Дубай Тенис Чемпиъншипс, Дубай, ОАЕ     | Твърда     | Карла Суарес Наваро    | Тимеа Бабош Кристина Младенович  | 3 – 6, 2 – 6                  |
| Финалистки | 4.  | 09/05/2015 | Мутуа Мадрид Оупън, Мадрид, Испания     | Клей       | Карла Суарес Наваро    | Кейси Делакуа Ярослава Шведова   | 3 – 6, 7 – 6(7 – 4), [5 – 10] |
| Шампионки  | 4.  | 21/06/2015 | АЕГОН Класик, Бирмингам, Великобритания | Трева      | Карла Суарес Наваро    | Андреа Хлавачкова Луцие Храдецка | 6 – 4, 6 – 4                  |
| Шампионки  | 5.  | 26/09/2015 | Торай Пан Пасифик Оупън, Токио, Япония  | Твърда     | Карла Суарес Наваро    | Джан Хао-цин Джан Юн-жан         | 7 – 5, 6 – 1                  |
| Финалистки | 5.  | 01/11/2015 | WTA Финали, Сингапур                    | Твърда (з) | Карла Суарес Наваро    | Мартина Хингис Саня Мирза        | 0 – 6, 3 – 6                  |

(з) = В зала